# Pine Lakes
Pine Lakes est une census-designated place située dans le comté de Lake, dans l’État de Floride, aux États-Unis. Sa population s’élevait à 862 habitants lors du recensement de 2010.
Pine Lakes fait partie de l’agglomération d’Orlando-Kissimmee.

## Démographie
| 2000 | 2010 | - | - | - | - |
| ---- | ---- | - | - | - | - |
| 755  | 862  | - | - | - | - |

## Source
- (en) Cet article est partiellement ou en totalité issu de l’article de Wikipédia en anglais intitulé « Pine Lakes, Florida » (voir la liste des auteurs).